# Davydiv Brid
Davydiv Brid (en ukrainien Давидів Брід, « le gué de David ») est un village du raïon de Beryslav, dans l'oblast de Kherson, en Ukraine. Le village est bordé par la rivière Inhoulets. Il a le statut de Commune rurale.